# 大原崇
大原 崇（おおはら たかし、1978年4月9日 - ）は、日本の男性声優、ナレーター。神奈川県横浜市出身。賢プロダクション所属。
代表作に『はぴねす!』（小日向雄真）、『イナズマイレブンGO』（剣城京介）、『ちはやふる』（須藤暁人）、『機動戦士ガンダムAGE』（レイル・ライト）などがある。

## 略歴
勝田声優学院19期生、スクールデュオ5期生を経て賢プロダクションに所属。

## 人物
声優としては、ゲーム、ドラマCD、ナレーションなどで活躍している。
実姉・大原さやかとは『スケッチブック 〜full color's〜』や『とらドラ!』など共演作がいくつかある。
特技はピアノ、DTM。趣味は映画・音楽鑑賞、 動画撮影・編集、音声編集。

## 出演
太字はメインキャラクター。

### テレビアニメ
2004年
- ニニンがシノブ伝

2005年
- 英國戀物語エマ（配達員）
- かみちゅ!（外交官、コノ葉カマイタチ、生徒会長、ネコもどき、ヤキソバの神様 他）

2006年
- エンジェル・ハート（ホストB）
- 学園ヘヴン BOY'S LOVE HYPER!（永原、生徒B、水泳部主将、ウエイター、生徒1 他）
- CLUSTER EDGE（クラスター生徒）
- 結界師（市ヶ谷友則）
- ケロロ軍曹（2006年 - 2007年、生徒）
- こてんこてんこ（ヴァー〈代役〉、作業員、衛兵 他）
- 金色のコルダ〜primo passo〜（森宮薫）
- 彩雲国物語（2006年 - 2007年、朝臣） - 2シリーズ
- 009-1（ライダー）
- 天保異聞 妖奇士（町人、光月）
- NANA（コンビニ店員、男、カメラマン）
- はぴねす!（小日向雄真）
- ひぐらしのなく頃に（2006年 - 2007年、不良2、不良） - 2シリーズ

2007年
- Over Drive（選手）
- おとぎ銃士 赤ずきん（村人）
- 風のスティグマ（不良）
- キスダム -ENGAGE planet-（アブド 他）
- 機動戦士ガンダム00（ミン中尉）
- キミキス pure rouge（サッカー部員、運転手、サッカー部顧問）
- 銀魂（2007年 - 2008年、係員、隊士B）
- げんしけん2（サイボーズ、伊鳩コージ）
- GR-GIANT ROBO-（パイロット）
- スカイガールズ（航空祭アナウンス）
- スカルマン（ガードマン）
- スケッチブック 〜full color's〜（神谷雷火）
- 逮捕しちゃうぞ フルスロットル（白バイ隊員、男性、男）
- 鉄子の旅（群衆）
- Devil May Cry（客A、部下B）
- のだめカンタービレ（2007年 - 2010年、男子学生A、坪井隆二、試験官、客） - 3シリーズ
- ぼくらの（賢治）
- ぽてまよ（男子、地理の先生）
- 魔人探偵脳噛ネウロ（取り巻きB、警察官）
- ムシウタ（局員A）
- REIDEEN（クルー）
- 湾岸ミッドナイト（コータ）

2008年
- ARIA The ORIGINATION（夫）
- アリソンとリリア（機関士、飛行士）
- うちの3姉妹（2008年 - 2009年、医者、お兄さん）
- かんなぎ（男子生徒、男性客、イタズラ電話）
- 狂乱家族日記（蜘蛛、神父、鈴木、白猿、大ザルの伊藤さん 他）
- CLANNAD-クラナド-（他校生）
- 結界師（猪四郎）
- ケメコデラックス!（男、研究者）
- ゴルゴ13（アナウンス）
- しゅごキャラ!（2008年 - 2009年、ゲ次郎の弟子、相馬秀水） - 2シリーズ
- セキレイ（工作員B）
- 絶対可憐チルドレン（隊員）
- TYTANIA -タイタニア-（アラン・マフディー）
- テイルズ オブ ジ アビス（ヨーク）
- 鉄腕バーディー DECODE（2008年 - 2009年、正久保） - 2シリーズ
- とらドラ!（村瀬 / 生徒会庶務、男子生徒A、男子A、男子B）
- 隠の王（クラスメイト、教師）
- 乃木坂春香の秘密（2008年 - 2009年、メイクさん、マネージャー） - 2シリーズ
- のらみみ（キャラポスト職員）
- はたらキッズ マイハム組（アラン）
- BLASSREITER（フィリップ）
- 北斗の拳 ラオウ外伝 天の覇王（クラブ、リガ、兵士、軍使、拳法家 他）
- まかでみ・WAっしょい!（ミハイル）
- マクロスF（ヘンリー・ギリアム）
- みなみけ〜おかわり〜（ハルカの担任、教師A）
- モノクローム・ファクター（バンドメンバー）

2009年
- 明日のよいち!（男子生徒A、イケメンB、刺客A、執事A）
- CANAAN（アンブルームC、ハトリ、取巻きC、シークレットサービスB、アナウンサーA）
- クイーンズブレイド 玉座を継ぐ者（エルフ、客A）
- グイン・サーガ（エク、テルシデス、モンゴール兵）
- こばと。
- 神曲奏界ポリフォニカ クリムゾンS（生徒A）
- とある科学の超電磁砲（2009年 - 2010年、銀行強盗、先生、柵川中学教師、丘原燎多、アンチスキル 他）
- 東京マグニチュード8.0（ハイパーレスキュー隊、救急隊員）
- 鋼の錬金術師 FULLMETAL ALCHEMIST（ノックス息子）
- はじめの一歩 New Challenger
- バスカッシュ!（男C、観客、FFF、売男、記者 他）
- 初恋限定。（担任、水泳部員C、テニス部部長）
- バトルスピリッツ 少年激覇ダン（ツヴァイ、司会者）
- バトルスピリッツ 少年突破バシン（陸上部員A、警備員B）
- PandoraHearts（グリム）
- Phantom 〜Requiem for the Phantom〜（生徒）
- BLEACH（隊士B）
- 夢色パティシエール（2009年 - 2010年、天野しげる、佐藤、フランス語の先生） - 2シリーズ
- よくわかる現代魔法（店長）

2010年
- いちばんうしろの大魔王（男子）
- 裏切りは僕の名前を知っている（ジキル）
- 会長はメイド様!（武沢、萩本崇、客、男子B、店員 他）
- ちゅーぶら!!（男子生徒）
- ハートキャッチプリキュア!（演劇部員）
- バトルスピリッツ ブレイヴ（エド）
- 迷い猫オーバーラン!（青年部D）
- 四畳半神話大系（男B）

2011年
- イナズマイレブンGO（2011年 - 2014年、剣城京介、クオース） - 3シリーズ
- ちはやふる（2011年 - 2020年、須藤暁人） - 3シリーズ
- 爆丸バトルブローラーズ ガンダリアンインベーダーズ（エイザン、子供、騎士）

2012年
- 機動戦士ガンダムAGE（デビット・クルード、レイル・ライト）
- 夏色キセキ（藤井）
- 夏雪ランデブー（宅配便）

2013年
- カードファイト!! ヴァンガード（2013年 - 2020年、仲尾トウシ） - 2シリーズ

2014年
- ガンダムビルドファイターズトライ（スドウ・シュンスケ）
- ソードアート・オンラインII（ラフィン・コフィン）
- ハイキュー!!（玉川）
- パックワールド（ドラゴンオウム）
- バディ・コンプレックス（今城隆太郎）
- 魔法科高校の劣等生（2014年 - 2024年、森崎駿） - 2シリーズ

2015年
- コンクリート・レボルティオ〜超人幻想〜（2015年 - 2016年、三矢准一） - 2シリーズ

2016年
- 学戦都市アスタリスク 2nd SEASON（グエン）
- DAYS（近藤四郎）
- ポケットモンスター XY&Z（ジャン）

2017年
- スナックワールド（2017年 - 2018年、ヴィンサント、キノコ、男性医者、衛兵B）

2018年
- 銀河英雄伝説 Die Neue These 邂逅（ウォーレン・ヒューズ）

2021年
- 魔法科高校の優等生（森崎駿）

### 劇場アニメ
- 劇場版 マクロスF 虚空歌姫〜イツワリノウタヒメ〜（2009年、ヘンリー・ギリアム）
- 宇宙ショーへようこそ（2010年）
- 魔法少女リリカルなのは The MOVIE 1st（2010年、武装局員B）
- 劇場版イナズマイレブンGO 究極の絆 グリフォン（2011年、剣城京介[10]）
- 手塚治虫のブッダ -赤い砂漠よ!美しく-（2011年）
- 劇場版イナズマイレブンGO vs ダンボール戦機W（2012年、剣城京介[11]）
- イナズマイレブン 超次元ドリームマッチ（2014年、剣城京介）

### OVA
2006年
- CLUSTER EDGE Secret Episode（クラスター生徒）
- トップをねらえ2!（作業員）

2007年
- はぴねす! アニメ特別編「渡良瀬準の華麗なる一日」（小日向雄真）※PS2ゲーム『はぴねす! でらっくす』初回限定版同梱特典
- こはるびより（老人）

2008年
- 快盗天使ツインエンジェル（BOスタッフA）
- 機動戦士ガンダム MS IGLOO 2 重力戦線（連邦軍パイロット 他）
- 魔法先生ネギま! 〜白き翼 ALA ALBA〜（カメラ小僧）

2009年
- きグルみっく☆V3 -ベストエピソードコレクション-（店員、一般人C）
- ツバサ 春雷記（カイル）
- TO（トキオ）

2010年
- テイルズ オブ シンフォニア THE ANIMATION テセアラ編（衛兵B）

### Webアニメ
- スターフォックス ゼロ ザ・バトル・ビギンズ（2016年、フォックス・マクラウド）

### ゲーム
2002年
- THE スナイパー2〜悪夢の銃弾〜（スタンリー・ジョーンズ）

2004年
- 幻想水滸伝IV（主人公ボイス タイプA）
- サムライスピリッツ零SPECIAL（天草四郎時貞）

2005年
- Angel's Feather -琥珀の瞳-
- Rhapsodia（IV主人公ボイス タイプA）

2006年
- Another Century's Episode 2
- ミステリート 八十神かおるの事件ファイル（藤堂稔、風祭男爵）

2007年
- 十次元立方体サイファー 〜ゲーム・オブ・サバイバル〜（不二城拓斗）
- ルミナスアーク（カイ）

2008年
- 機動戦士ガンダム00 ガンダムマイスターズ（一般兵B）
- 剣と魔法と学園モノ。（フェアリー・男）
- 比翼は愛薊の彼方へ〜連理の夢〜（繆賢）

2009年
- アークライズファンタジア
- Under The Moon 〜クレセント〜
- SDガンダム GGENERATION（2009年 - 2011年、マイキャラクターボイス男性F〈WORLD〉 他） - 2作品
- NHK紅白クイズ合戦
- 機動戦士ガンダム戦記
- 蒼天の彼方（樂芳）

2010年
- 鋼の錬金術師 FULLMETAL ALCHEMIST 約束の日へ

2011年
- イナズマイレブンGO（2011年 - 2013年、剣城京介、ニセ剣城、蒲田太留彦） - 3作品
- イナズマイレブン ストライカーズ（2011年 - 2012年、剣城京介、ウォード、クオース） - 3作品
- 機動戦士ガンダム 新ギレンの野望（ネオジオン将校）
- スターフォックスシリーズ（2011年 - 2016年、フォックス・マクラウド、レオン・ポワルスキー、カイマン、違法改造戦艦 サルマリン号） - 3作品
- ゼルダの伝説 スカイウォードソード（リンク）
- 二ノ国 白き聖灰の女王（ロデック）
- ファイナルファンタジー零式（フィールドボイス）
- マクロストライアングルフロンティア
- みんなのGOLF 6
- ロウきゅーぶ!

2012年
- ガールズRPG シンデレライフ（花園、沢村宙太）
- ジェネレーション オブ カオス6（ライアン、レリィ・ララ）
- ほのぼのモグウ日記（趙雲）

2014年
- 真・三國無双7 Empires（荀彧）
- セーラーゾンビ〜AKB48 アーケード・エディション〜
- マリオカート8（リンク）

2015年
- スーパーロボット大戦BX（レイル・ライト）

2016年
- ザ・キング・オブ・ファイターズ シリーズ（2016年 - 2022年、シュンエイ） - 2作品
- ファイナルファンタジーXV（ロキ・トムルト）
- 真・三國無双 英傑伝（荀彧）

2017年
- 三國志レギオン（孫権、袁術）
- Ever Oasis 精霊とタネビトの蜃気楼
- マリオカート8 デラックス（リンク）
- スナックワールド トレジャラーズ（ヴィンサント）

2018年
- 真・三國無双8（荀彧）
- 妖怪ウォッチ ぷにぷに（ヴィンサント）
- 大乱闘スマッシュブラザーズ SPECIAL（フォックス、Miiファイター〈タイプ3〉）

2019年
- スターリンク バトル・フォー・アトラス（フォックス・マクラウド、レオン・ポワルスキー）
- 永遠の七日（アーシュ）

2020年
- イナズマイレブン SD（剣城京介）

2021年
- 真・三國無双8 Empires（荀彧）

2022年
- タクティクスオウガ リボーン（フォルカス・リダ・レンデ）

2025年
- プロジェクトセカイ カラフルステージ! feat. 初音ミク（青柳秋志）
- 真・三國無双 ORIGINS（荀彧）
- マリオカート ワールド

### ドラマCD
- アインザッツ（安藤武、鈴倍次英）
- いつか天魔の黒ウサギ〜900秒の放課後〜（男子生徒）
- イナズマイレブンGO ドラマCD「永遠の絆!!」（剣城京介）
- イナズマイレブンGO ドラマCD「特訓の絆!!」（剣城京介[18]）
- 今日もなお執事（輪島）
- 彩雲国物語 第二巻 黄金の約束（門番）
- トレイン☆トレイン
- ねじれたEDGE（実習生）
- 悩殺ジャンキー（森）※花とゆめ2005年20号付録
- はぴねす! ドラマCD「雪のバレンタインデー」（小日向雄真）
- 花春酒造「彼岸獅子の入城」（松平容保、庄田保鉄）[19]）
- FINAL FANTASY XIII Episode Zero -Promise- Story01 -ENCOUNTER-
- “文学少女”と死にたがりの道化 【後篇】（生徒）
- ベリーベリー（少年）
- V・B・ローズ（坂下ナガレ）
- ぼくたちと駐在さんの700日戦争（男子A）
- 僕は妹に恋をする
- ムシウタbug（アキ）
- 有線ラジメーション「閑話★休題」
- Live×EvilドラマCD「白色矮星」（タケイ軍曹）

### 吹き替え

#### 映画
- インディ・ジョーンズ/クリスタル・スカルの王国（大学生）
- エアポート フライト323
- 恋するベーカリー
- サッド・ムービー
- ジェイン・オースティンの読書会（トレイ〈ケヴィン・ゼガーズ〉）
- バチェラー・パーティ2 最後の貞操ウォーズ（ビリー）
- 花の生涯〜梅蘭芳〜（青年時代の梅蘭芳〈余少群〉）
- ハリー・ポッターと不死鳥の騎士団（ジェームズ・ポッター〈学生時〉）
- 秘められた遊戯（チェ）
- ファンボーイズ（ウィンドウズ〈ジェイ・バルチェル〉）
- マイティ・ハート/愛と絆（ファーハド・ナシーム）

#### テレビドラマ
- WITHOUT A TRACE/FBI 失踪者を追え! シーズン5#18、シーズン6#10（グレン・ベケット）
- コールドケース2 〜真実の扉〜
- ザ・ソプラノズ 哀愁のマフィア シーズン5
- ザ・パシフィック
- しあわせの処方箋（スッピツァー）
- シークレット・アイドル ハンナ・モンタナ（ジェイク・ライアン）
- The O.C.
- 戦神〜MARS〜
- 名探偵モンク4 #14
- 麗〜花萌ゆる8人の皇子たち〜（第8皇子王旭）
- レジデント 型破りな天才研修医（デヴォン・プラヴェシュ〈マニッシュ・ダヤル〉[20]）

#### アニメ
- カーズ2
- リトル・レッド レシピ泥棒は誰だ!?（ツートーン）
- レミーのおいしいレストラン

### 特撮
- 仮面ライダードライブ（2015年、ロイミュード007の声[21]）

### ナレーション
- ダイエー
- 近商ストア
- マルヨシセンター
- ミニストップ店内ナレーション
- みやぎ生協
- リトルチャロ4[22]（NHK教育）

### ボイスオーバー
- Flaight 175
- マーサ・スチュワート

### ラジオドラマ
- VOMIC
  - スティール・ボール・ラン（新聞記者A[23]）
  - 現代都市妖鬼考 霊媒師いずな 〜the spiritual medium〜（痴漢の男性）
  - 黒子のバスケ（伊月俊、黄瀬涼太）
  - 機巧童子ULTIMO（バイス）
  - 銀河パトロール ジャコ（キャスター）

### その他コンテンツ
- ドラマラボ・エモティオ 第二回公演 二重の不実（アルルカン）
- ぼくらのしんかんせん1号&2号（駅員さん）
- ぼくらのはたらく通勤電車（駅員さん）
- ぼくらのはたらく特急電車（駅員さん）
- 太鼓の達人Wii 超ごうか版 TVCM

## ディスコグラフィ

### キャラクターソング
| 発売日   | 商品名                                                                   | 歌 | 楽曲                                        | 備考                                                                  |
| 2012年   | 2012年                                                                   | 2012年 | 2012年                                      | 2012年                                                                |
| -------- | ------------------------------------------------------------------------ | --- | ------------------------------------------- | --------------------------------------------------------------------- |
| 1月25日  | イナズマイレブンGO キャラクターソング オリジナルアルバム                 | 剣城京介（大原崇）、剣城優一（前野智昭） | 「同じ夢を見てる」                          | テレビアニメ『イナズマイレブンGO』 関連曲                             |
| 10月24日 | 手をつなごう                                                             | 松風天馬（寺崎裕香）、剣城京介（大原崇）、空野葵（北原沙弥香） | 「手をつなごう」                            | テレビアニメ『イナズマイレブンGO クロノ・ストーン』エンディングテーマ |
| 11月28日 | 『イナズマオールスターズ×TPK』キャラクターソングアルバム「マジで感謝！」 | 剣城京介（大原崇）、狩屋マサキ（泰勇気） | 「さよなら過去の俺」                        | テレビアニメ『イナズマイレブンGO』 関連曲                             |
| 11月28日 | 『イナズマオールスターズ×TPK』キャラクターソングアルバム「マジで感謝！」 | イナズマオールスターズ | 「マジで感謝! from イナズマオールスターズ」 | テレビアニメ『イナズマイレブンGO』 関連曲                             |
| 2013年   |                                                                          | |                                             |                                                                       |
| 2月6日   | 僕たちの城                                                               | イナズマイレブンGOオールスターズ | 「僕たちの城」                              | テレビアニメ『イナズマイレブンGO クロノ・ストーン』エンディングテーマ |
| 8月14日  | イナズマオールスターズ×TPKキャラクターソングアルバム「感動共有!」        | 円堂守（竹内順子）、剣城京介（大原崇）、神童拓人（斎賀みつき）、霧野蘭丸（小林ゆう） | 「三日月スマイル」                          | テレビアニメ『イナズマイレブンGO』 関連曲                             |
| 2014年   |                                                                          | |                                             |                                                                       |
| 2月19日  | イナズマイレブンシリーズ5周年記念「本当にありがとう」                    | 円堂守（竹内順子）、壁山塀吾郎（田野めぐみ）、松風天馬（寺崎裕香）、剣城京介（大原崇）、西園信助（戸松遥）、狩屋マサキ（泰勇気）、影山輝（藤村歩）、空野葵（北原沙弥香）、木野秋（折笠富美子）、音無春奈（佐々木日菜子）、雷門夏未（小林沙苗） | 「雷門中学校 校歌」                         | テレビアニメ『イナズマイレブンGO』関連曲                              |
| 2015年   |                                                                          | |                                             |                                                                       |
| 8月12日  | 真・三國無双 キャラクターソングスコンプリート '11～'14                   | 荀彧（大原崇） | 「Ends-Ways-Means」                         | ゲーム『真・三國無双』関連曲                                          |